# Himantura leoparda
Himantura leoparda е вид хрущялна риба от семейство Dasyatidae. Видът е световно застрашен, със статут Уязвим.

## Разпространение
Разпространен е в Австралия (Западна Австралия, Куинсланд и Северна територия), Виетнам, Индонезия, Камбоджа, Китай, Малайзия, Папуа Нова Гвинея, Провинции в КНР, Тайван, Тайланд и Япония.